# Västmanlands södra domsaga
Västmanlands södra domsaga, före 1850-talet benämnd Siende, Tuhundra och Snevringe domsaga, var en domsaga i Västmanlands län. Den bildades 1796 ur Siende, Tuhundra, Åkerbo och Snevringe domsaga. 1865 tillfördes Yttertjurbo härad från Simtuna, Torstuna, Våla, Över- och Yttertjurbo häraders domsaga. Domsagan upplöstes 1929 och överfördes då till Västmanlands västra domsaga (Snevringe härad) och Västmanlands mellersta domsaga.
Domsagan lydde under Svea hovrätts domkrets.

## Härader
Domsagan omfattade:
- Siende härad
- Tuhundra härad
- Snevringe härad

från 1865
- Yttertjurbo härad

## Tingslag
- Snevringe tingslag
- Tuhundra, Siende och Yttertjurbo tingslag från 1894
- Siende tingslag till 1894
- Tuhundra tingslag till 1894
- Yttertjurbo tingslag till 1894

## Häradshövdingar
- 1796–1811 Anders Jakob Hökerberg
- 1811–1812 Per Johan Ekbom
- 1812–1825 Jonas Petter Schenström
- 1825–1847 Axel Fredrik Grandelius
- 1847–1858 Justus Ludvig Eurén
- 1858–1878 Johan August Hjärne
- 1879–1894 Carl Ingvar Wåhlin
- 1895–1900 Karl Isak Anders Johan Bergström
- 1901–1930 Johan Olof Clarus Wallin